# At Budokan
At Budokan è il primo album live della rock band Cheap Trick, pubblicato nel 1979 ma registrato tra il 28 e il 30 aprile 1978. L'album viene registrato in Giappone (nella famosa Budokan Arena) dove la popolarità della band era massima, e la buona riuscita del disco proietta i quattro verso il successo mondiale.

Successivamente, nel 1994 viene pubblicato Budokan II, disco che contiene canzoni non pubblicate nel disco originale, e nel 1998 viene pubblicato The Complete Concert, che invece contiene l'intero concerto.

## Tracce
1. Hello There — 2:27 —  (Rick Nielsen)
2. Come On Come On — 3:17 —  (Rick Nielsen)
3. Look Out — 3:01 —  (Rick Nielsen)
4. Big Eyes — 3:55 —  (Rick Nielsen)
5. Need Your Love — 8:46 —  (Rick Nielsen, Tom Petersson)
6. Ain't That a Shame — 5:09 —  (Antoine Domino, Dave Bartholomew)
7. I Want You to Want Me — 3:45 —  (Rick Nielsen)
8. Surrender — 4:25 —  (Rick Nielsen)
9. Goodnight Now — 3:08 —  (Rick Nielsen)
10. Clock Strikes Ten — 4:01 —  (Rick Nielsen)

## Versione rimasterizzata del 1998
Nel 1998, in occasione del ventesimo anniversario del concerto, viene pubblicata una nuova versione rimasterizzata e ampliata dello stesso concerto, dal titolo The Complete Concert:

### Disco Uno
1. Hello There
2. Come On, Come On
3. ELO Kiddies
4. Speak Now Or Forever Hold Your Peace
5. Big Eyes
6. Lookout
7. Downed
8. Can't Hold On
9. Oh Caroline
10. Surrender
11. Auf Wiedersehen

### Disco Due
1. Need Your Love
2. High Roller
3. Southern Girls
4. I Want You To Want Me
5. California Man
6. Goodnight
7. Ain't That a Shame
8. Clock Strikes Ten

## Formazione
- Robin Zander - voce
- Rick Nielsen - chitarre
- Bun E. Carlos - batteria
- Tom Petersson - basso